# Гюнтер, Иоганн Христиан
Ио́ганн Хри́стиан Гю́нтер (нем. Johann Christian Günther; 8 апреля 1695, Штригау — 15 марта 1723, Йена) — немецкий поэт эпохи Барокко, видный представитель так называемой «второй силезской школы», подражавшей французской поэтике; был признан и оценен Гёте как значительный лирик. Гюнтер — по преимуществу поэт узко субъективных интимных переживаний, наиболее характерный представитель богемы своего времени. Оказал некоторое влияние на Ломоносова.
Сочинения Гюнтера неоднократно издавались в 1723, 1742, 1766, 1874 годах. Отдельно изданы «Leonorenlieder» (1913).

## Биография
Гюнтер родился в семье бедного врача, посещал гимназию на средства мецената. В 1715—1717 годах он изучал медицину в Виттенберге, зарабатывал себе на пропитание стихотворениями на случай; как поэт обратил на себя внимание стихами о любви и студенческими песнями. Его увенчали званием «Poeta laureatus». Эта почесть, однако, не обеспечила его существование, не оградила от долгов и долговой тюрьмы, к тому же от него отрекся отец. В 1717 году Гюнтер отправился в Лейпциг, записавшись в студенты местного университета. Здесь он нашёл поддержку профессора истории Менке, убеждённого в таланте молодого человека; впрочем даже несмотря на протекцию Менке Гюнтеру не удалось получить место придворного поэта. В Лейпциге он познакомился с просветительской философией Вольфа и погрузился в изучение античной любовной лирики. Благодаря своим «Песням о Розетте» он занял место среди выдающихся представителей галантной поэзии.
В оде «На мир, заключенный в 1718 году его императорским величеством с Высокой Портой», которую Гюнтер посвятил принцу Евгению, сочувственно относившемуся к просветительским идеям австрийскому государственному деятелю и победителю турок, он пытался дать образец поэмы с национальным содержанием. Он надеялся, что поэма поможет ему обеспечить положение в обществе. Но он привлек к себе внимание только в бюргерских кругах Лейпцига.
Менке пытался выхлопотать ему место поэта при саксонском дворе; Гюнтеру было отказано; он якобы не смог надлежащим образом (в 1719 году) продекламировать свои стихи — дошел анекдот о том, что придворные, настроенные против него, подпоили его. Место получил Кёниг. С того времени жизнь Гюнтера протекала в беспокойных странствиях, в нужде и болезнях. Время от времени у него находились меценаты, с которыми он неизменно вступал в конфликты. Попытка жениться и открыть врачебную практику не увенчалась успехом: неприязнь, которую продолжал питать к нему отец, была причиной того, что он не смог завоевать доверие бюргерства. Последним местом его пребывания была Йена, где он, окончательно сломленный, умер в возрасте 27 лет от туберкулёза.

## Фотографии

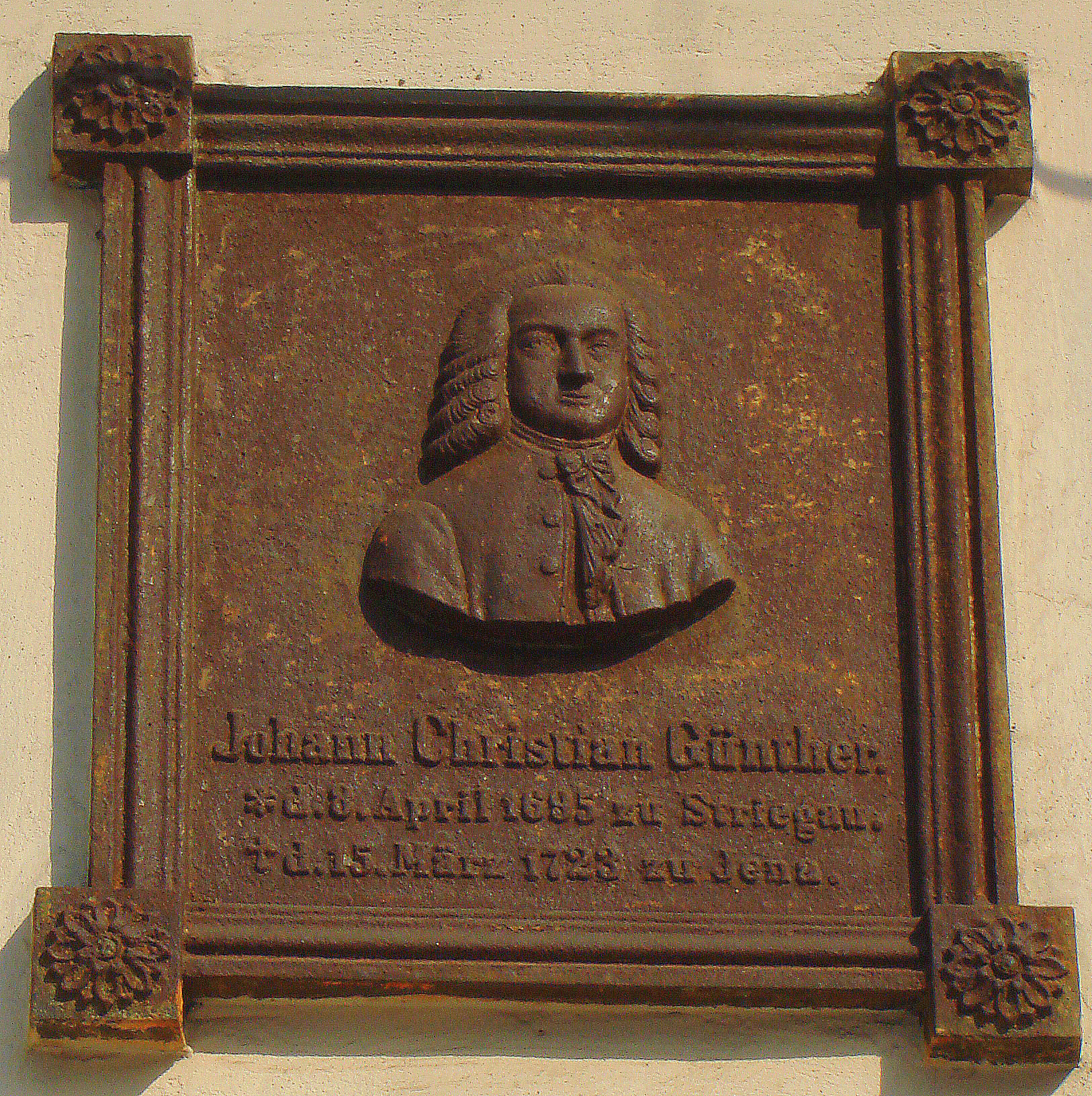
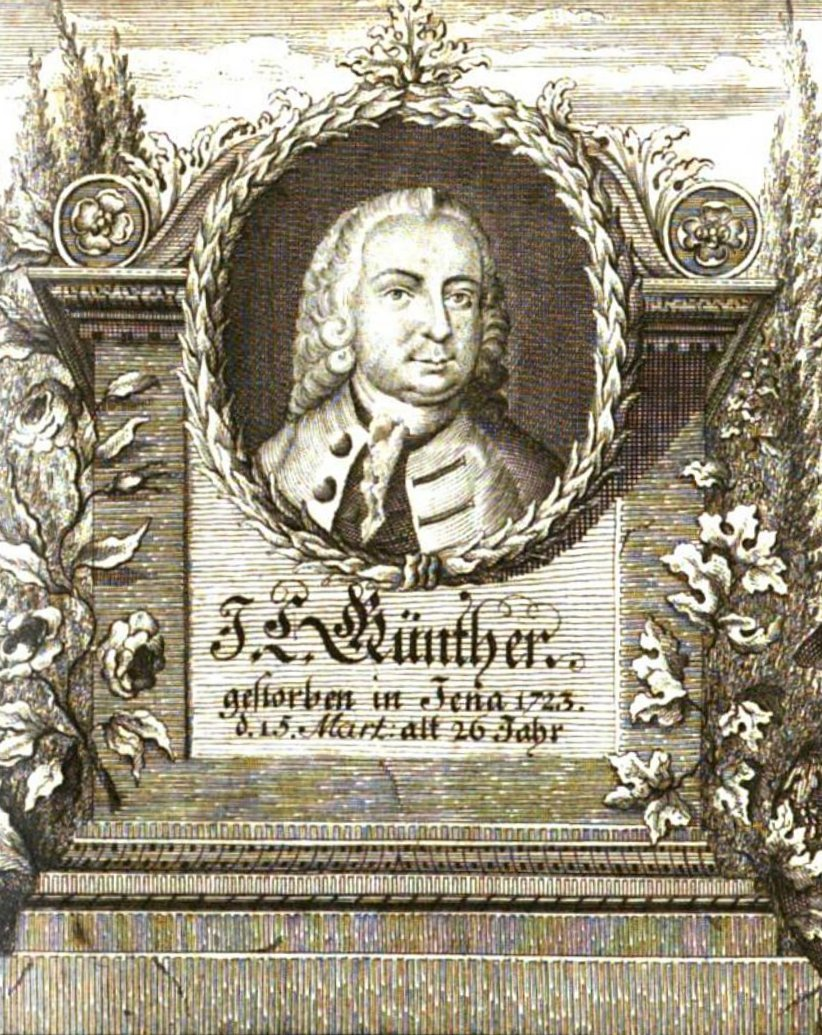
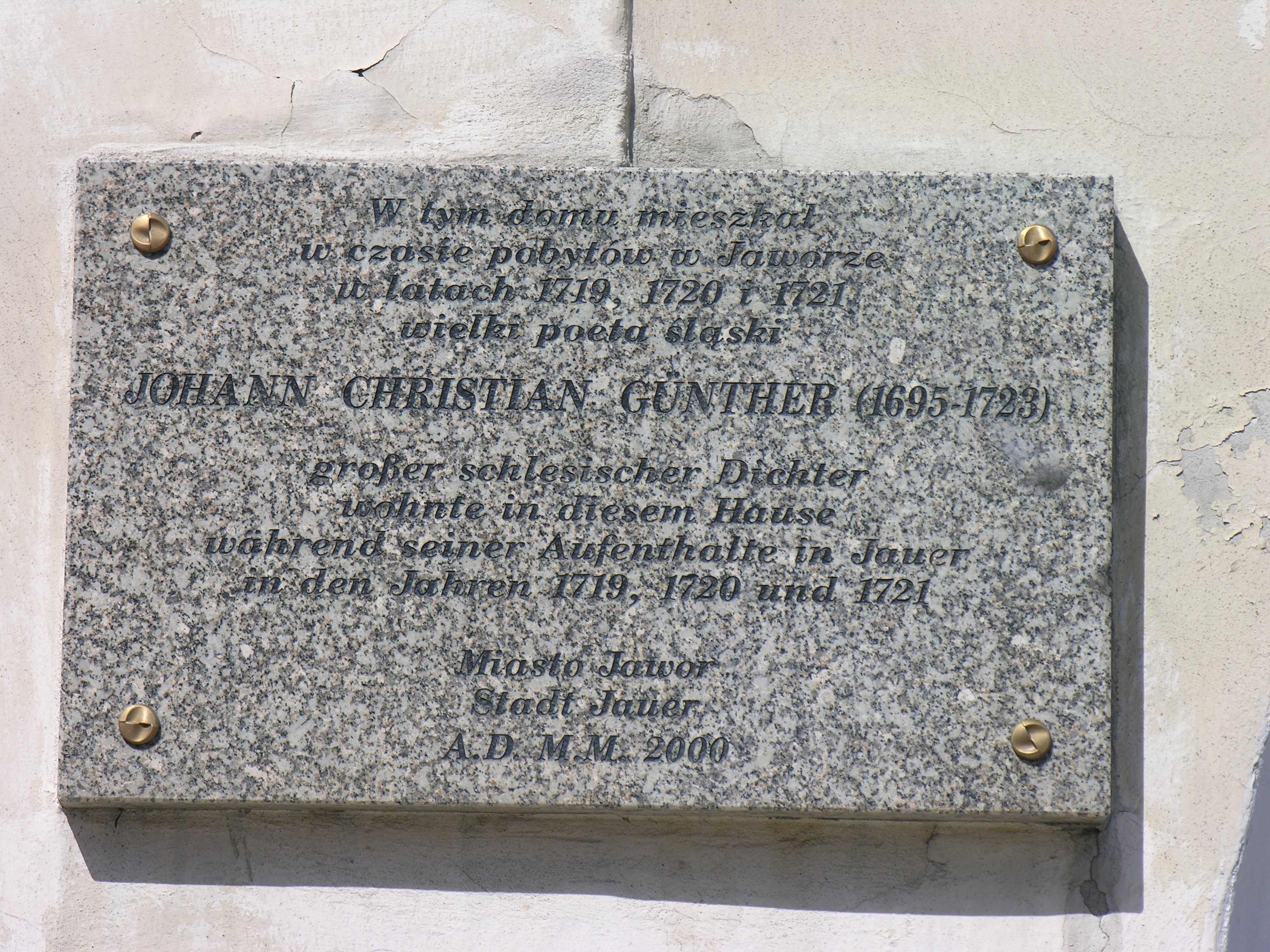
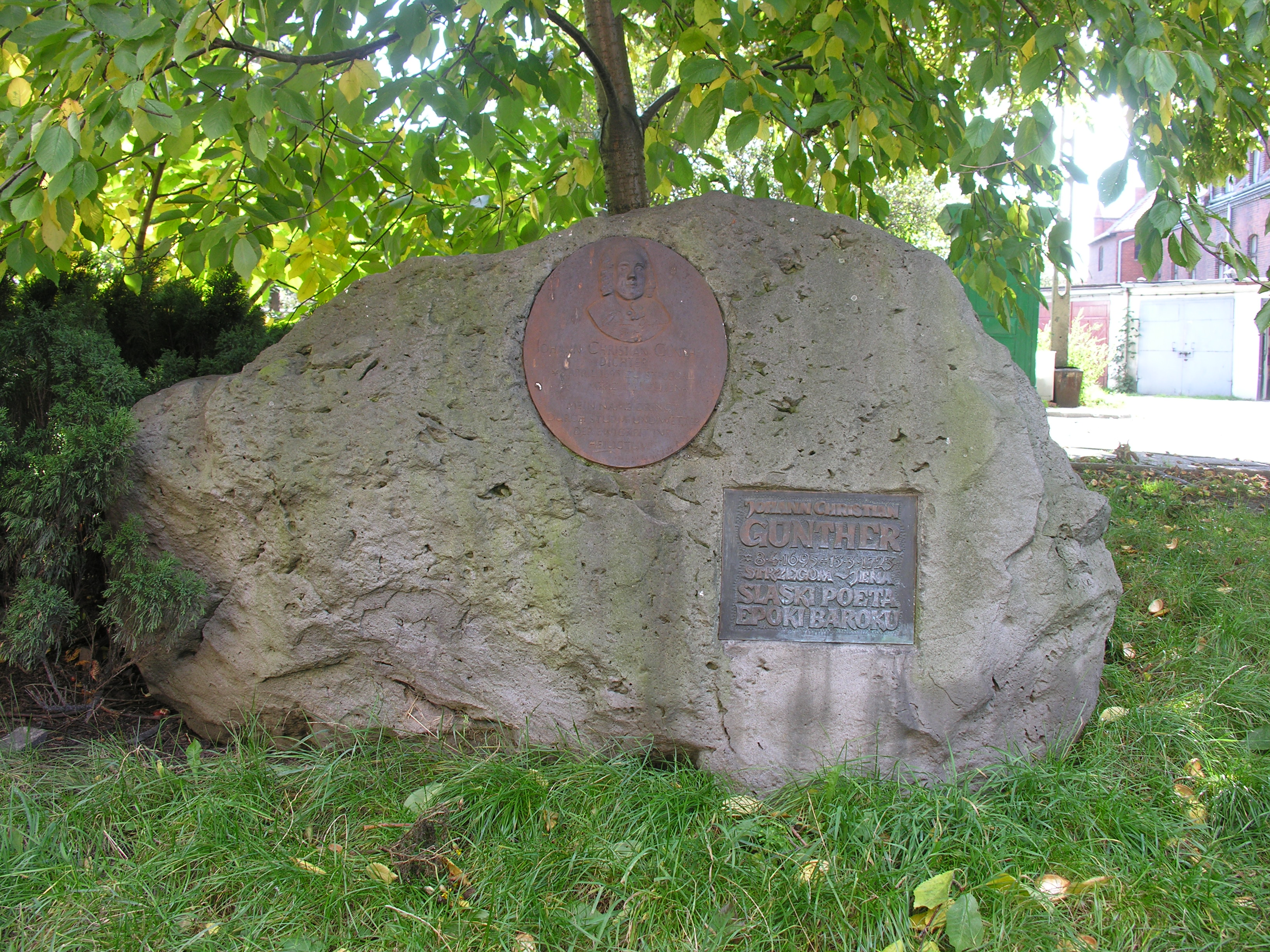
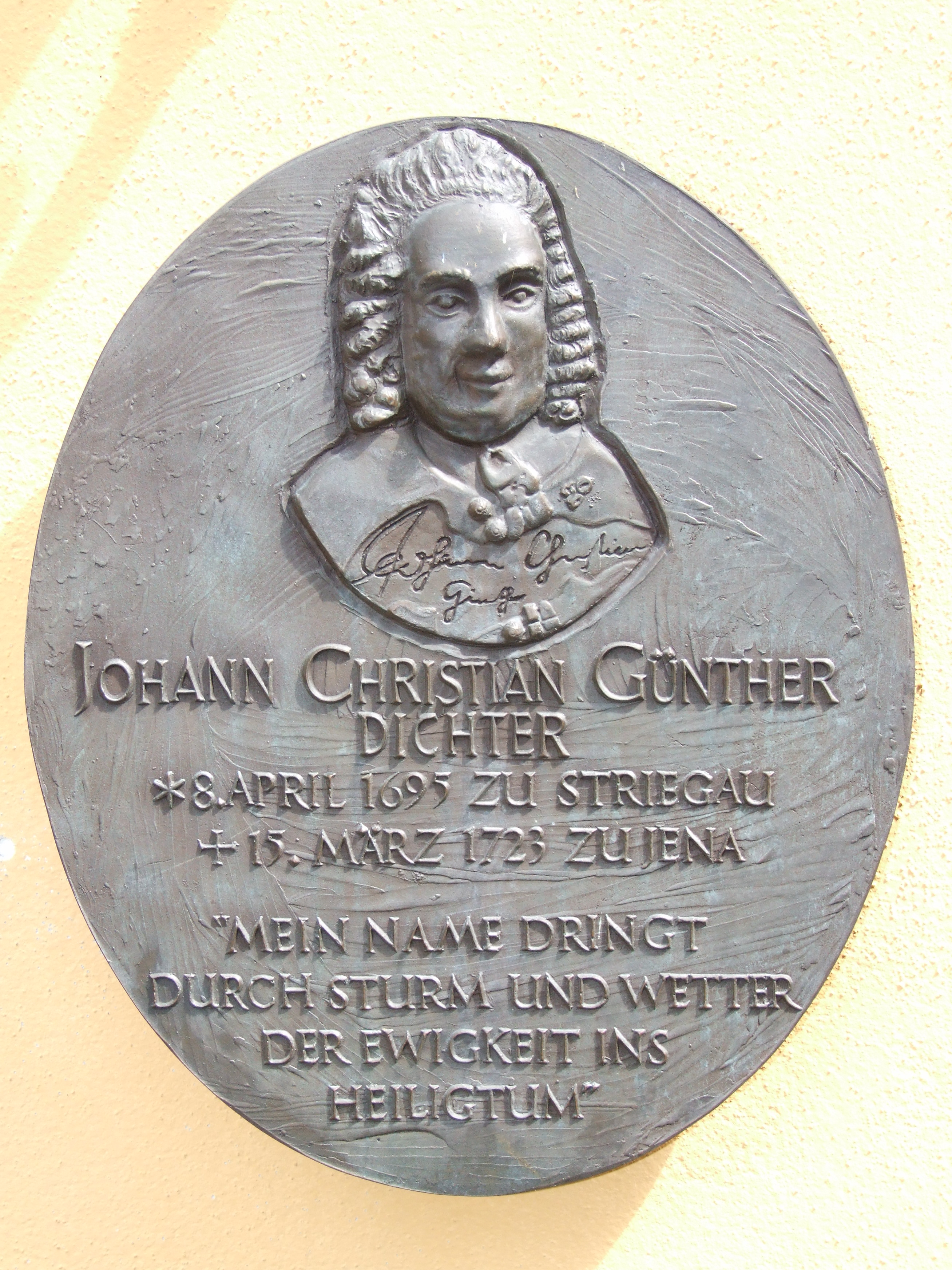